# ليو فينغ
ليو فينغ هو منافس ألعاب قوى صيني، ولد في 1 مارس 1987.

## وصلات خارجية
- ليو فينغ على موقع الاتحاد الدولي لألعاب القوى (الإنجليزية)
- ليو فينغ على موقع اللجنة الأولمبية الصينية (الإنجليزية)